# Меда Валентова
Меда Валентова (уроджена — Марія Валентова) (чеськ. Meda Valentová; нар. 24 травня 1898, Сміхов, Австро-Угорщина — пом. 12 грудня 1973, Прага, ЧССР) — чеська і чехословацька актриса театру і кіно та перекладачка.

## Біографія

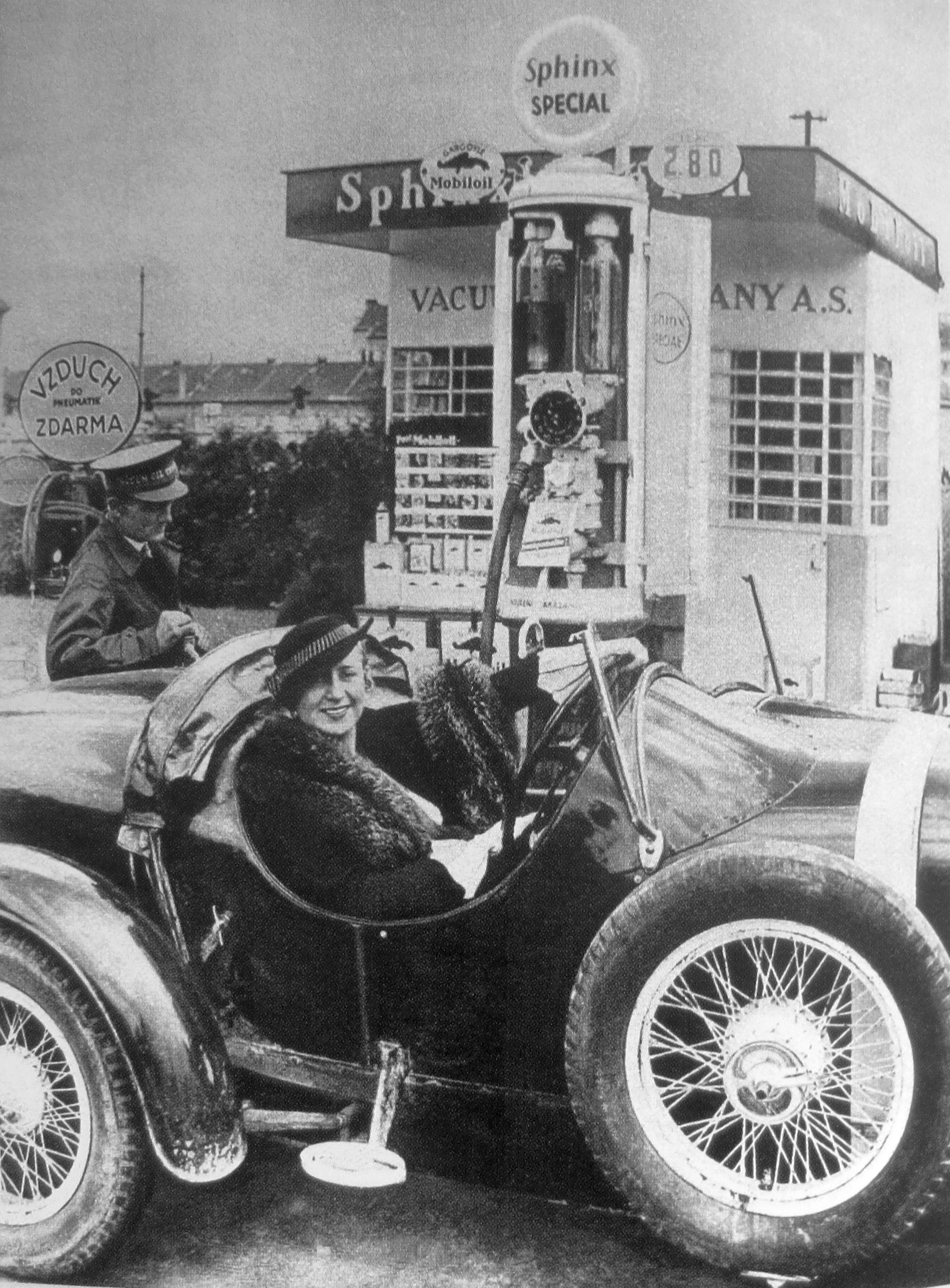
Меда Валентова за кермом Walter P-III SuperSport (1927)

Дебютувала на сцені Нового німецького театру у Празі у 1917 році. У 1919—1921 роках виступала в кабаре «Червона сімка», пізніше грала в театрах міст Оломоуц (1921—1922), Острава (1922—1924), у маленьких столичних театрах та вар'єте. З 1930 року деякий час — у Театрі на Виноградах. З 1936 — актриса Театру на Виноградах.
Почала зніматися в епоху німого кіно. За свою творчу кар'єру в кіно з 1925 по 1972 рік знялася у 33 фільмах. Грала у фільмах режисерів Вацлава Ворличека, Вацлава Кршка, Карела Ламача, Олдржиха Липського, Карела Скли, Мартіна Фріча та інших.
Перекладала з російської п'єси, які ставилися, на сцені, зокрема, Театру Чехословацької армії, Театру на Виноградах та інших.

## Вибрана фільмографія
- 1925 — Jedenácté přikázáni
- 1931 — To nepoznáte Hadimršku
- 1940 — Барон Мюнхгаузен
- 1941 — Rukavička
- 1941 — Турбіна
- 1942 — Valentin Dobrotivý
- 1944 — Nevideli ste Bobíka?
- 1945 — Река čaruje
- 1947 — Останній могіканін
- 1952 — Анна-пролетарка
- 1954 — Cirkus
- 1971 — Дівчина на мітлі